# Cannabidiol
Cannabidiol eller CBD, C21H30O2, är en av åtminstone 120 cannabinoider som identifierats i cannabis. Den kan utgöra upp till 40 procent av extraktet från plantan. Cannabidiol kan i terapeutiska doser förebygga epileptiska anfall.
I Sverige finns sedan 19 september 2019 ett registrerat läkemedel som innehåller CBD som aktiv substans under namnet Epidyolex. Försök i USA har gett positiva resultat som antiepileptika. Cannabidiol kan också ha antipsykotiska och antidepressiva egenskaper, möjligen med färre biverkningar än dagens preparat.

## Historia
De första försöken att frigöra det aktiva ämnet i cannabis går tillbaka till 1800-talet. Den första detaljerade undersökningen av Cannabidiol (CBD) utfördes i Minnesota i 1940. CBD:s kemiska formel erhölls genom att extrahera den från vildhampa. Dess struktur och stereokemi fastställdes formellt 1963.

## Cannabis med utökade halter CBD
För årtionden sedan sänkte odlarna i USA halterna av CBD i den odlade cannabisen, eftersom deras kunder föredrog varianter som innehöll mer THC – tetrahydrocannabinol. För att möta behovet hos patienter som behandlas med cannabis har nu odlarna ökat halterna av cannabidiol igen.
I november 2012 kungjorde den israeliska kliniken Tikun Olam en ny variant av cannabisplanta, som endast har cannabidiol som aktiv komponent och praktiskt taget inget THC. Detta kan ge en del medicinska fördelar utan cannabis-drogens euforiska effekter. De medicinska försöken fortsätter, men resultaten är än så länge inte vetenskapligt bekräftade.
Sedan 2019 har det bevisats att cannabidiol har en betydande neurologisk effekt på människor och CBD började användas i USA och EU för att behandla vissa typer av epilepsi (Dravets syndrom, Lennox-Gastauts syndrom och tuberös skleros). Det finns utbredda påståenden om att CBD också hjälper vid behandling av diabetes eller Parkinsons sjukdom, men det finns inga vetenskapliga bevis för sådana effekter av cannabidiol.

### CBD i Sverige
I Sverige har användningen av CBD-relaterade produkter i form av oljor, tabletter och salvor ökat sedan 2019 då domen i högsta domstolen fastställde att CBD anses lagligt såvida THC-halten i produkten ligger på under 0,2 procent. Däremot får man enligt uppgift inte sälja CBD-produkter i Sverige då de enligt läkemedelsverket måste utvärderas och godkännas för att få säljas i Sverige. Produkter som innehåller THC och kan ha ruseffekt är därför narkotikaklassade. För att utvinna laglig CBD använder man därför industrihampa.
Cannabidiol klassas som en medicinsk produkt i Sverige. Men i juli 2019 beslutade Sveriges högsta domstol att CBD-olja med någon koncentration av THC faller under narkotikakontroll-lagarna.

## Farmakodynamik
Cannabidiol har låg affinitet för CB1- och CB2-receptorer men har in vitro visats hämma dem genom indirekta mekanismer.
Cannabidiol har visats vara en antagonist till cannabinoidreceptorn GPR55, en G-proteinkopplad receptor som finns i hjärnans områden nucleus caudatus och putamen. Cannabidiol har också visat sig agera som en partiell agonist av serotoninreceptorn 5-HT1A, en mekanism som kan vara involverad i dess antidepressiva, anxiolytiska och neuroskyddande effekter. Cannabidiol är en alloster modulator av μ- och δ-opioidreceptorerna.